# Presidente de Seychelles
El presidente de Seychelles es el jefe de Estado del país. Son elegidos en elecciones democráticas desde 1991.

## Presidentes
| Presidente | Presidente              | Presidente                     | Inicio                | Final                 | Elección        | Partido                | Vicepresidente             | Vicepresidente    |
| ---------- | ----------------------- | ------------------------------ | --------------------- | --------------------- | --------------- | ---------------------- | -------------------------- | ----------------- |
| 1          |                         | James Mancham (1939-2017)      | 29 de junio de 1976   | 5 de junio de 1977    | 1974            | Partido Democrático    | Cargo inexistente          | Cargo inexistente |
| -          |                         | France-Albert René (1935-2019) | 5 de junio de 1977    | 28 de junio de 1979   | Militar         | FPPS                   | Cargo inexistente          | Cargo inexistente |
| 2          | 28 de junio de 1979     | France-Albert René (1935-2019) | 14 de julio de 2004   | 1979                  |                 | FPPS                   | Cargo inexistente          | Cargo inexistente |
| 2          | 28 de junio de 1979     | France-Albert René (1935-2019) | 14 de julio de 2004   | 1983                  |                 | FPPS                   | Cargo inexistente          | Cargo inexistente |
| 2          | 28 de junio de 1979     | France-Albert René (1935-2019) | 14 de julio de 2004   | 1989                  |                 | FPPS                   | Cargo inexistente          | Cargo inexistente |
| 2          | 28 de junio de 1979     | France-Albert René (1935-2019) | 14 de julio de 2004   | 1993                  |                 | FPPS                   | James Michel               |                   |
| 2          | 28 de junio de 1979     | France-Albert René (1935-2019) | 14 de julio de 2004   | 1998                  |                 | FPPS                   | James Michel               |                   |
| 2          | 28 de junio de 1979     | France-Albert René (1935-2019) | 14 de julio de 2004   | 2001                  |                 | FPPS                   | James Michel               |                   |
| 3          |                         | James Michel (n. 1944)         | 14 de julio de 2004   | 16 de octubre de 2016 | FPPS            |                        | Joseph Belmont (2004-2010) |                   |
| 3          | 2006                    | James Michel (n. 1944)         | 14 de julio de 2004   | 16 de octubre de 2016 | FPPS            |                        | Joseph Belmont (2004-2010) |                   |
| 3          | Partido Popular         | James Michel (n. 1944)         | 14 de julio de 2004   | 16 de octubre de 2016 |                 |                        | Joseph Belmont (2004-2010) |                   |
| 3          | Danny Faure (2010-2016) | James Michel (n. 1944)         | 14 de julio de 2004   | 16 de octubre de 2016 |                 |                        |                            |                   |
| 3          | 2011                    | James Michel (n. 1944)         | 14 de julio de 2004   | 16 de octubre de 2016 |                 |                        |                            |                   |
| 3          | 2015                    | James Michel (n. 1944)         | 14 de julio de 2004   | 16 de octubre de 2016 |                 |                        |                            |                   |
| 4          |                         | Danny Faure (n. 1962)          | 16 de octubre de 2016 | 26 de octubre de 2020 | Partido Popular |                        | Vincent Meriton            |                   |
| 4          | Seychelles Unidas       | Danny Faure (n. 1962)          | 16 de octubre de 2016 | 26 de octubre de 2020 |                 |                        | Vincent Meriton            |                   |
| 5          |                         | Wavel Ramkalawan (n. 1961)     | 26 de octubre de 2020 | En el cargo           | 2020            | Partido Nacional (LDS) |                            | Ahmed Afif (LS)   |

## Expresidentes vivos

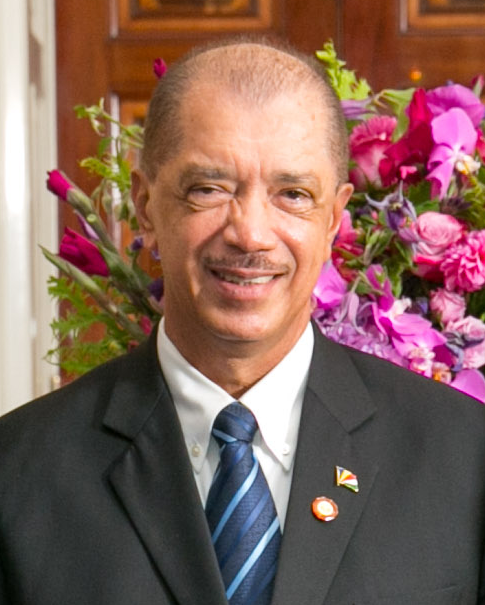
James Michel 2004-2016 Sin cargo público actual
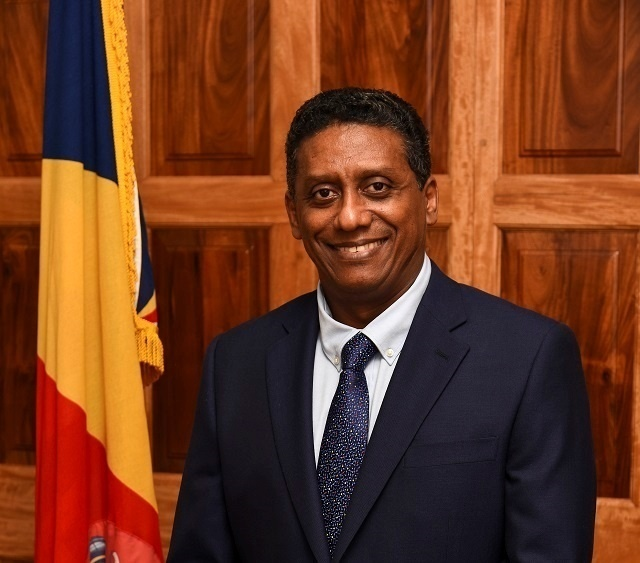
Danny Faure 2016-2020 Sin cargo público actual

- James Michel (80 años)
2004-2016
Sin cargo público actual
- Danny Faure (62 años)
2016-2020
Sin cargo público actual